# Rue Thureau-Dangin
La rue Thureau-Dangin est une voie du 15e arrondissement de Paris, en France.

## Situation et accès

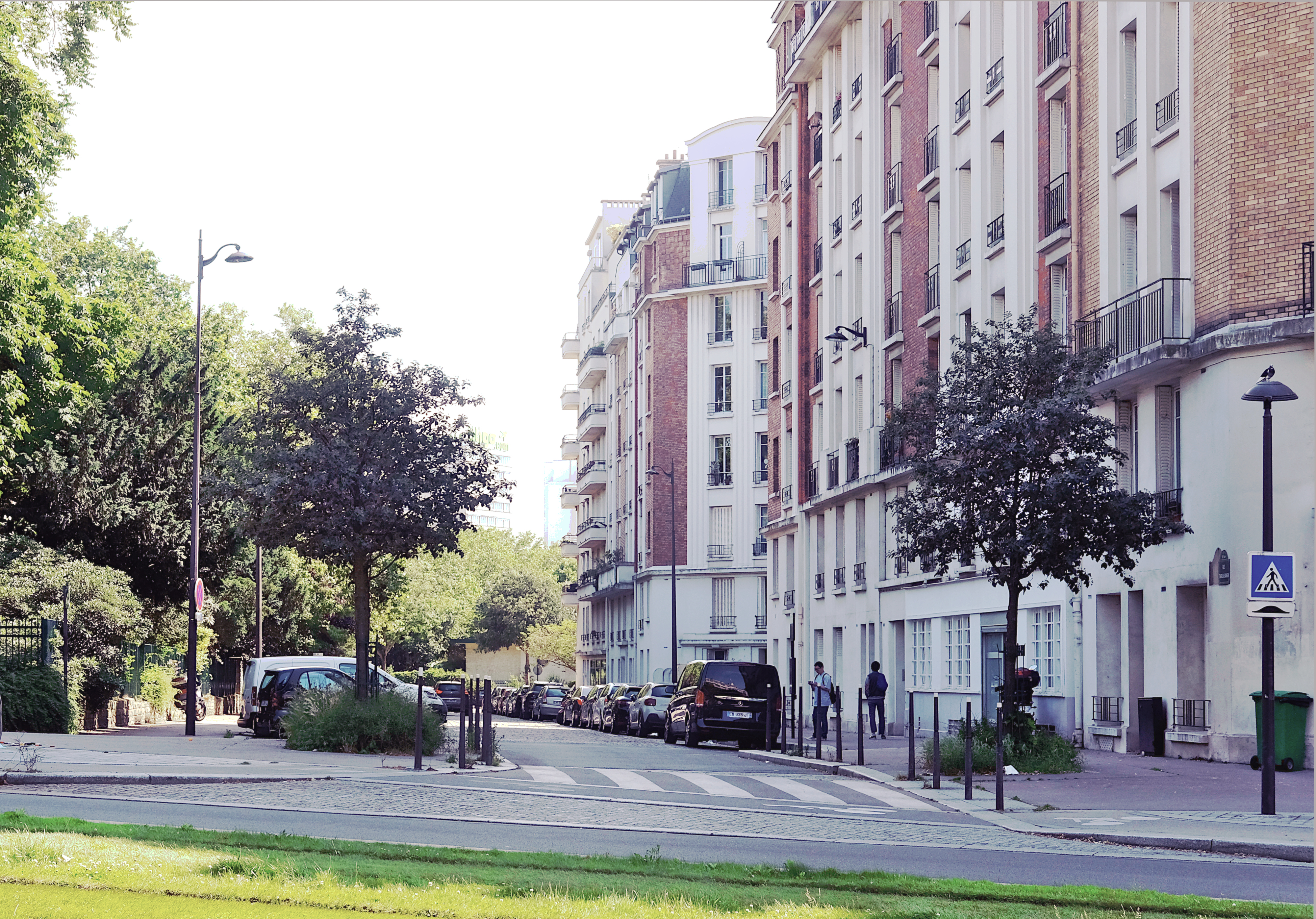
La rue Thureau-Dangin vue du boulevard Lefebvre.

La rue Thureau-Dangin est une voie située dans le 15e arrondissement de Paris. Elle débute au 42, boulevard Lefebvre et se termine au 7, avenue Albert-Bartholomé.
En 2024, la rue est encore pavée.

## Origine du nom
La rue a été nommée en l'honneur de l’historien Paul Thureau-Dangin (1837-1913).

## Historique
La voie a été ouverte et a pris sa dénomination actuelle en 1932 sur l'emplacement du bastion no 73 de l'enceinte de Thiers. 